# Peter Franz Bunsen

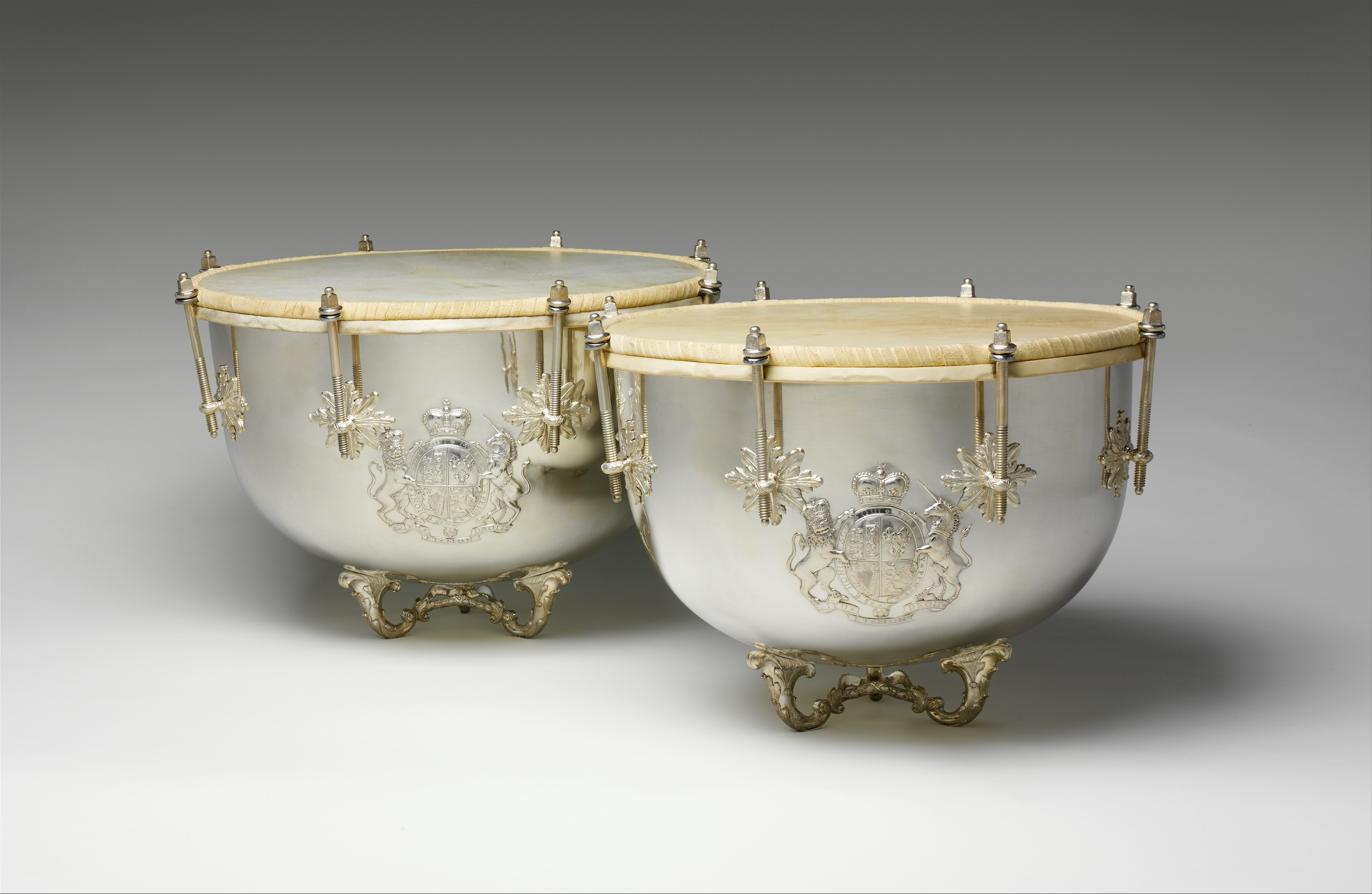
Pauken von Peter Franz Bunsen, Metropolitan Museum of Art

Peter Franz Bunsen oder Frantz Peter Bundsen (geboren um 1725 in Hannover; gestorben 20. März 1795 ebenda) war ein deutscher Hof-Goldschmied und Silbermeister.

## Leben
Peter Franz Bunsen wurde zwar in Hannover geboren, leistete jedoch in der seinerzeit noch selbständigen Calenberger Neustadt den Bürgereid ab.
1766 wurde Bunsen in der Altstadt von Hannover tätig und dort 1768 Amtsvorsteher. Laut der Meisterliste vom 24. November desselben Jahres übte er dieses Amt zeitgleich mit dem Hofjuwelier Johann Christian Friedrich Zell aus. Ebenfalls in der Altstadt erhielt Bunsen als Hofgoldschmied und Silberarbeiter das Bürgerrecht verliehen.

## Werke
Werke Bunsens finden sich heute unter anderem
- in Hannover:
  - im Museum August Kestner:[4]
    - um 1735: Silberner Samowar, vergoldet[6]

  - im Historischen Museum Hannover[4]
  - in der Kreuzkirche;[4]
  - sowie in der St.-Nikolai-Kirche in Bothfeld;[4]
- in New York City: Metropolitan Museum of Art[7]